# Domov (Glee)
Domov (v anglickém originále Home) je šestnáctá epizoda amerického televizního seriálu Glee. Epizoda se poprvé vysílala na televizním kanálu Fox 27. dubna 2010. Režíroval ji Paris Barclay a scénář napsal Brad Falchuk . V této epizodě se nová členka roztleskávaček Mercedes Jones (Amber Riley) začne zabírat nedokonalostmi svého těla, zatímco rodiče Kurta Hummela (Chris Colfer) a Finna Hudsona (Cory Monteith) spolu začnou chodit a vedoucí sboru, Will Schuester (Matthew Morrison) se znovu setká se svou kamarádkou April Rhodes (Kristin Chenoweth). Chenoweth se v Glee poprvé objevila v epizodě Návrat nezdárné dcery. Tolik si roli April užila, že souhlasila s jejím návratem do této epizody a začala se zajímat o jednání její postavy v budoucnu.
V epizodě zazní coververze pěti písní; všechny byly vydány jako singly, jsou dostupné ke stažení a čtyři z nich (kromě „Fire“ a „Home Sweet Home“) se objevily na soundtrackovém albu Glee: The Music, Volume 3 – Showstoppers. Epizodu v den vysílání sledovalo 12,18 milionu diváků a získala smíšené recenze od kritiků. Gerrick D. Kennedy z Los Angeles Times a Tim Stack z Entertainment Weekly uvedli, že by si Chenoweth za svůj výkon v této epizodě zasloužila cenu Emmy a Mark A. Perigard z Boston Herald se domníval, že by epizoda jako taková mohla obdržet cenu Emmy. Jean Bentley z MTV cítil, že v epizodě bylo nadměrně scén s Chenoweth a kritizoval, že vybrané písně, které zazněly v epizodě, jsou nesrozumitelné pro mladší diváky. Todd VanDerWerff z The A. V. Club cítil, že epizoda byla špatně vyvážená a Bobby Hankinson z Houston Chronicle ji označil jako zatím nejslabší epizodu seriálu.

## Děj
Trenérka roztleskávaček Sue Sylvester (Jane Lynch) se připravuje na rozhovor pro Splits Magazine a vyžaduje po Mercedes Jones, aby během týdne zhubla 5 kilo. Zamluví si školní posluchárnu pro roztleskávačky, takže vedoucí sboru Will Schuester musí najít jiné místo, kde by se mohl scházet sbor. Navštíví místní kluziště a najde zde bývalou členku sboru, April Rhodes, která si vzala osmdesátiletého magnáta, který kluziště vlastní. Poté, co se dozví, že Will shání podnájemníka do svého bytu, sama se tam pozve a stráví zde noc. Poté, co strávili noc ve společné posteli Will zakazuje April zde znovu přespávat a řekne jí, že má větší cenu než jen milenka. April slibuje, že se se svým manželem, kterého využívá jen pro peníze, rozvede.
Mercedes se snaží jíst zdravě, ale vážení v průběhu týdne ukáže, že přibrala kilo. Začne tedy držet extrémní diety a omdlí ve školní jídelně. Bývalá kapitánka roztleskávaček Quinn Fabray (Dianna Agron) s ní sympatizuje a řekne jí, že oceňuje, že se cítí dobře ve vlastním těle. Mercedes zazpívá píseň „Beautiful“. Novináři ze Splits Magazine se domnívají, že Sue toto představení předem naplánovala, začnou jí vyjadřovat obdiv a slíbí, jí velkou publicitu prostřednictvím jejich článku.
Kurt Hummel dá dohromady svého ovdovělého otce Burta (Mike O'Malley) s Finnovou taktéž ovdovělou matkou Carole (Romy Rosemont). Věří, že ho to dostane blíž k Finnovi, do kterého se zamiloval. Finn je rozzlobený, protože jeho matka prodala jejich starý nábytek a zastaví prodej křesla svého zesnulého otce. Finn je zpočátku ke všem nepřátelský, ale postupně si začíná u společné večeře rozumět s Burtem. Kurt se cítí odstrčený a tak požádá Finna, aby mu pomohl s rozchodem jejich rodičů. Finn zpočátku souhlasí, ale odmítne to poté, co Burt řekne, že Carole miluje a nikdy by jí nechtěl ublížit. Společně sledují basketbalový zápas, Finn dovolí Burtovi sednout si do křesla jeho otce a Kurt se jen smutně dívá z okna.
Když se April snaží rozejít se svým manželem, tak ho raní mrtvice a umírá. Jeho žena dá April úplatek ve výši dva miliony dolarů za mlčení a April použije část peněz k zakoupení posluchárny pouze pro sbor. Plánuje, že uvede na Broadwayi první plně bělošské představení The Wiz. Epizoda končí, když April a celý sbor zpívají píseň „Home“ z The Wiz.

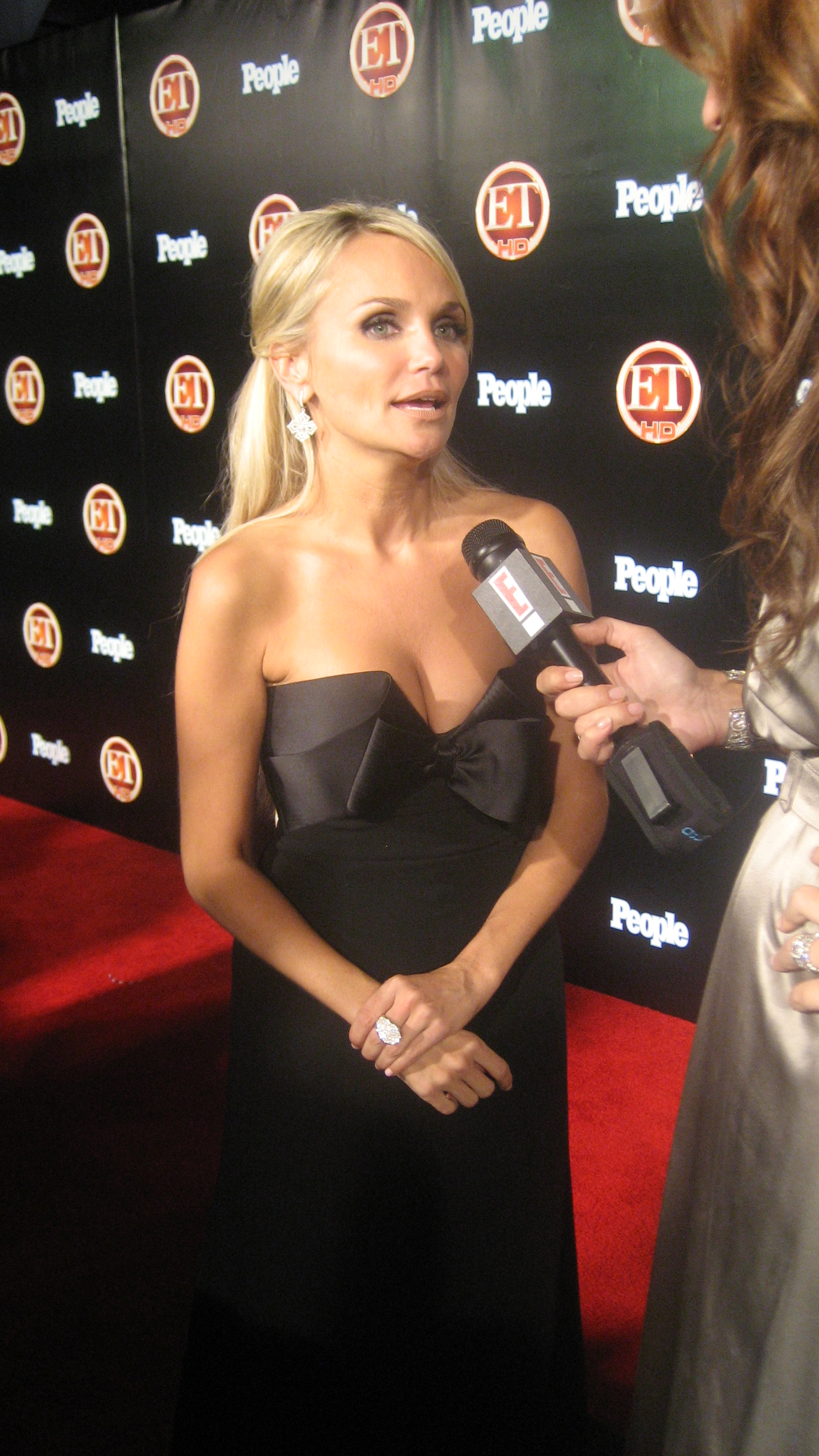
Kristin Chenoweth se v této epizodě znovu objevuje.

## Seznam písní
- "Fire"
- "A House Is Not a Home"
- "One Less Bell to Answer / A House Is Not a Home"
- "Beautiful"
- "Home"

## Hrají
- Dianna Agron – Quinn Fabray
- Chris Colfer – Kurt Hummel
- Jessalyn Gilsig – Terri Schuester
- Jane Lynch – Sue Sylvester
- Jayma Mays – Emma Pillsburry
- Kevin McHale – Artie Abrams
- Lea Michele – Rachel Berry
- Cory Monteith – Finn Hudson
- Matthew Morrison – William Schuester
- Amber Riley – Mercedes Jones
- Mark Salling – Noah "Puck" Puckerman
- Jenna Ushkowitz – Tina Cohen-Chang

## Natáčení
Epizodu režíroval Paris Barclay, který také režíroval devátou epizodu Glee s názvem Na vozíku. Scénář napsal spolutvůrce Glee Brad Falchuk, který epizodu označil za potenciálně zatím nejlepší epizodu seriálu. V epizodě opět hostuje Kristin Chenoweth, která se poprvé objevila v epizodě Návrat nezdárné dcery jako bývalá sboristka April Rhodes.
V epizodě se také objevuje Kristinina bývalá kolegyně z muzikálu Wicked, Idina Menzel v roli Shelby Corcoran, ale producenti odmítli společnou scénu, kde by se obě dvě objevily, protože by to bylo v příběhu zbytečné. Brad Falchuk poznamenal, že by v budoucnosti chtěli znovu spolupracovat s Chenoweth a že se může objevit ve druhé sérii seriálu. Chenoweth v epizodě zpívá sólovou píseň „Home“ od The Wiz a Amber Riley zpívá „Beautiful“ od Christiny Aguilery.